# Courage Recorded Live
Courage Recorded Live un singolo della band heavy metal Manowar, è stato pubblicato nel 1997.
I due pezzi dal vivo sono stati registrati durante il concerto del 20 aprile 1997 a Valencia.

## Tracce
Testi e musiche di Joey DeMaio.
1. Courage (Live Version) – 4:17
2. Courage (24 Bit Remastered) – 4:06
3. Metal Warriors (Live Version) – 3:58

## Formazione
- Ross the Boss - chitarra
- Joey DeMaio - basso
- Scott Columbus - batteria
- Eric Adams - voce